# Les chevaux de Dieu
Les chevaux de Dieu é um filme de drama marroquino de 2012 dirigido e escrito por Nabil Ayouch. Foi selecionado como representante de Marrocos à edição do Oscar 2014, organizada pela Academia de Artes e Ciências Cinematográficas.

## Elenco
- Abdelhakim Rachid
- Abdelilah Rachid
- Hamza Souidek
- Ahmed El Idrissi El Amrani
- Badr Chakir
- Mohammed Taleb
- Mohamed Mabrouk
- Imane Benennia
- Abdallah Ouzzad